# Nannaria
Nannaria  é um gênero de milípedes da família Xystodesmidae descrito pela primeira vez por Ralph Chamberlin em 1918. Em 2022, os entomologistas Derek Hennen, Jackson Means e Paul Marek descobriram e descreveram 17 novas espécies, que expandiram o tamanho de Nannaria para 78, tornando-o o maior gênero de Xystodesmidae.

## Espécies
Estas 78 espécies pertencem ao gênero Nannaria:
- Nannaria acroteria Hennen, Means & Marek, 2022
- Nannaria aenigma Means, Hennen & Marek, 2021
- Nannaria alpina Means, Hennen & Marek, 2021
- Nannaria ambulatrix Means, Hennen & Marek, 2021
- Nannaria amicalola Hennen, Means & Marek, 2022
- Nannaria antarctica Hennen, Means & Marek, 2022
- Nannaria asta Means, Hennen & Marek, 2021
- Nannaria austricola Hoffman, 1950
- Nannaria blackmountainensis Means, Hennen & Marek, 2021
- Nannaria bobmareki Means, Hennen & Marek, 2021
- Nannaria botrydium Means, Hennen & Marek, 2021
- Nannaria breweri Means, Hennen & Marek, 2021
- Nannaria castanea (McNeill, 1887)
- Nannaria castra Means, Hennen & Marek, 2021
- Nannaria caverna Means, Hennen & Marek, 2021
- Nannaria cingulata Means, Hennen & Marek, 2021
- Nannaria conservata Chamberlin, 1940
- Nannaria cryomaia Means, Hennen & Marek, 2021
- Nannaria cymontana Hennen, Means & Marek, 2022
- Nannaria daptria Means, Hennen & Marek, 2021
- Nannaria davidcauseyi Causey, 1950
- Nannaria dilatata (Hennen & Shelley, 2015)
- Nannaria domestica Shelley, 1975
- Nannaria equalis Chamberlin, 1949
- Nannaria ericacea Hoffman, 1949
- Nannaria filicata Hennen, Means & Marek, 2022
- Nannaria fowleri Chamberlin, 1947
- Nannaria fracta Means, Hennen & Marek, 2021
- Nannaria fritzae Means, Hennen & Marek, 2021
- Nannaria hardeni Means, Hennen & Marek, 2021
- Nannaria hippopotamus Means, Hennen & Marek, 2021
- Nannaria hokie Means, Hennen & Marek, 2021
- Nannaria honeytreetrailensis Means, Hennen & Marek, 2021
- Nannaria ignis Means, Hennen & Marek, 2021
- Nannaria kassoni Means, Hennen & Marek, 2021
- Nannaria komela Means, Hennen & Marek, 2021
- Nannaria laminata Hoffman, 1949
- Nannaria liriodendra Hennen, Means & Marek, 2022
- Nannaria lithographa Hennen, Means & Marek, 2022
- Nannaria lutra Hennen, Means & Marek, 2022
- Nannaria marianae Hennen, Means & Marek, 2022
- Nannaria mcelroyorum Means, Hennen & Marek, 2021
- Nannaria minor Chamberlin, 1918
- Nannaria missouriensis Chamberlin, 1928
- Nannaria monsdomia Means, Hennen & Marek, 2021
- Nannaria morrisoni Hoffman, 1948
- Nannaria nessa Hennen, Means & Marek, 2022
- Nannaria oblonga (Koch, 1847)
- Nannaria ohionis Loomis & Hoffman, 1948
- Nannaria orycta Hennen, Means & Marek, 2022
- Nannaria paraptoma Hennen, Means & Marek, 2022
- Nannaria paupertas Means, Hennen & Marek, 2021
- Nannaria piccolia Means, Hennen & Marek, 2021
- Nannaria rhododendra Hennen, Means & Marek, 2022
- Nannaria rhysodesmoides (Hennen & Shelley, 2015)
- Nannaria rutherfordensis Shelley, 1975
- Nannaria scholastica Means, Hennen & Marek, 2021
- Nannaria scutellaria Causey, 1942
- Nannaria serpens Means, Hennen & Marek, 2021
- Nannaria sheari Means, Hennen & Marek, 2021
- Nannaria shenandoa Hoffman, 1949
- Nannaria sigmoidea (Hennen & Shelley, 2015)
- Nannaria simplex Hoffman, 1949
- Nannaria solenas Means, Hennen & Marek, 2021
- Nannaria spalax Hennen, Means & Marek, 2022
- Nannaria spiralis Hennen, Means & Marek, 2022
- Nannaria spruilli Means, Hennen & Marek, 2021
- Nannaria stellapolis Means, Hennen & Marek, 2021
- Nannaria stellaradix Means, Hennen & Marek, 2021
- Nannaria suprema Means, Hennen & Marek, 2021
- Nannaria swiftae Hennen, Means & Marek, 2022
- Nannaria tasskelsoae Means, Hennen & Marek, 2021
- Nannaria tennesseensis (Bollman, 1888)
- Nannaria tenuis Means, Hennen & Marek, 2021
- Nannaria terricola (Williams & Hefner, 1928)
- Nannaria tsuga Means, Hennen & Marek, 2021
- Nannaria vellicata Hennen, Means & Marek, 2022
- Nannaria wilsoni Hoffman, 1949